# Radosław Kałużny
Radosław Kałużny (uitspraak: [raˈdɔswaf kaˈwuʐnɨ], ong. radoswaf kauzjni) (Góra Śląska, 2 februari 1972) is een voormalig profvoetballer uit Polen, die zijn actieve carrière beëindigde in 2010.

## Clubcarrière
Kałużny speelde als aanvallende middenvelder en begon zijn profloopbaan bij Zagłębie Lubin, waar hij vijf seizoenen onder contract stond. Zijn grootste successen behaalde hij met Wisła Kraków.

## Interlandcarrière
Kałużny kwam in totaal veertig keer (elf doelpunten) uit voor de nationale ploeg van Polen in de periode 1997–2005. Hij maakte zijn debuut op 14 februari 1997 in de vriendschappelijke wedstrijd tegen Litouwen (0-0), net als verdediger Waldemar Kryger. Hij viel in dat duel na rust in voor Dariusz Rzezniczek. Hij maakte deel uit van de selectie die deelnam aan het WK voetbal 2002.
| Interlandoelpunten | Interlandoelpunten | Interlandoelpunten | Interlandoelpunten    | Interlandoelpunten | Interlandoelpunten | Interlandoelpunten | Interlandoelpunten |
| #                  | Datum              | Locatie            | Wedstrijd             | Goal(s)            | Score              | Uitslag            | Wedstrijd          |
| ------------------ | ------------------ | ------------------ | --------------------- | ------------------ | ------------------ | ------------------ | ------------------ |
| 1                  | 15/02/1997         | Ayia Napa          | Cyprus – Polen        | 61'                | 0 – 3              | 2 – 3              | Oefenduel          |
| 2                  | 17/02/1997         | Dherynia           | Letland – Polen       | 62'                | 2 – 1              | 2 – 3              | Oefenduel          |
| 3                  | 22/05/1997         | Stockholm          | Zweden – Polen        | 87'                | 2 – 2              | 2 – 2              | Oefenduel          |
| 4                  | 02/09/2000         | Kiev               | Oekraïne – Polen      | 57'                | 1 – 3              | 1 – 3              | WK-kwalificatie    |
| 5                  | 07/10/2000         | Łódź               | Polen – Wit-Rusland   | 24'                | 1 – 0              | 3 – 1              | WK-kwalificatie    |
| 6                  | 07/10/2000         | Łódź               | Polen – Wit-Rusland   | 63'                | 2 – 1              | 3 – 1              | WK-kwalificatie    |
| 7                  | 07/10/2000         | Łódź               | Polen – Wit-Rusland   | 74'                | 3 – 1              | 3 – 1              | WK-kwalificatie    |
| 8                  | 25/04/2001         | Bydgoszcz          | Polen – Schotland     | 50'                | 1 – 0              | 1 – 1              | Oefenduel          |
| 9                  | 06/06/2001         | Jerevan            | Armenië – Polen       | 4'                 | 0 – 1              | 1 – 1              | WK-kwalificatie    |
| 10                 | 13/02/2002         | Limassol           | Polen – Noord-Ierland | 11'                | 2 – 0              | 4 – 1              | Oefenduel          |
| 11                 | 09/10/2004         | Wenen              | Oostenrijk – Polen    | 9'                 | 0 – 1              | 1 – 3              | WK-kwalificatie    |

## Erelijst
Wisła Kraków
- Landskampioen Polen

1999, 2001
- Poolse liga beker

2001
- Poolse Supercup

2001